# Шпиленя, Семён Ефимович
Семён Ефимович Шпиленя (бел. Сямён Яфімавіч Шпіленя; 1 февраля 1916, д. Языль, Бобруйский уезд, Минская губерния — 1998, Санкт-Петербург) — ученый в области физиологии растений, педагог, доктор биологических наук, профессор (1963).

## Биография
Родился 1 февраля 1916 года в д. Языль Бобруйского уезда Минской губернии в крестьянской семье.
В 1929 году окончил четырехклассную сельскую школу, учился в школе крестьянской молодежи д. Горки Стародорожского района Бобруйского округа. В 1931 году поступил в Марьиногорский сельскохозяйственный техникум, который окончил с отличием в 1934 году и был направлен в Москву в Сельскохозяйственную академию имени К. А. Тимирязева. В 1935—1936 годах работал учителем химии и биологии в д. Горки. В сентябре 1936 года поступил на биологический факультет Ленинградского педагогического института им. А. И. Герцена, который окончил в 1940 году и остался в аспирантуре при нём.
С началом Великой Отечественной войны С. Шпиленя добровольно ушел на фронт в составе 4-й дивизии Народного ополчения Ленинграда. С марта 1942 года находился в санитарном отделе 67-й армии на Ленинградском фронте. Начал службу санитарным инструктором, затем был фельдшером, врачом-биологом в составе эпидемиологического отделения санитарного отдела Невской оперативной группы. Принимал участие в боях у Невской Дубровки и Невского пятачка. Участвовал в боях по прорыву блокады Ленинграда (1943), под Синявином (1943), и снятию блокады Ленинграда (1944). Принимал участие освобождении Ленинградской области и Прибалтики.
После войны занимал должность старшего офицера Военно-медицинского управления Ленинградского военного округа. В 1945—1963 годах преподавал биологию на кафедре биологии и паразитологии Военно-медицинской академии имени С. М. Кирова. В октябре 1947 года переведен на должность ассистента Военно-медицинской академии, где в 1950 году защитил диссертацию на степень
кандидата биологических наук. Звание доцента получил в 1952 году. Военную службу закончил в звании полковника медицинской службы в 1963 году.
В 1963 году был избран профессором, заведующим кафедрой биологии Ленинградского педиатрического медицинского института. В институте проработал 30 лет.
Умер в 1998 году. Похоронен в Санкт-Петербурге на Волковском кладбище.

## Научная и общественная деятельность
Автор научных работ в области биологии и физиологии ядовитых и лекарственных растений, генетики, медицинской географии, изучения гормональных препаратов, эпидемиологии болезни Дауна, по зоологической тематике с экологической, эпидемиологической направленностью. Уделял большое внимание учебно-методической работе. Под его руководством подготовлено и защищено пять кандидатских диссертаций.
Автор 140 научных работ, в том числе пяти монографий, рецензировал четыре сборника. Среди опубликованных:
- Ядовитые растения северо-западной части СССР: пособие для студ. и слушат. фак. повышения квалификации / С. Е. Шпиленя ; Ленинградский педиатрический медицинский институт. — Л.: [б. и.], 1974. — 20 с.
- Лекарственные и ядовитые растения и их значение в педиатрии / Ленинградский педиатрический медицинский институт; ред. С. Е. Шпиленя. — Л.: ЛПМИ, 1986. — 80 с.
- Азбука природы: лекарственные растения / С. Е. Шпиленя; Ред. Н. И. Феоктистова; Предисл. Г. А. Баирова. — 2-е изд., перераб. и доп. — М.: Знание, 1989. — 221 с.

На протяжении 30 лет был членом учёного совета Ленинградского государственного педагогического института имени А. И. Герцена, ряд лет был членом совета Академии наук СССР, Ботанического института АН СССР, почетный член ученого совета Санкт-Петербургского государственного педиатрического медицинского университета (1998).

## Награды
- два ордена Отечественной войны II степени,
- два ордена Красной Звезды,
- две медали «За воинскую службу»,
- орден Знак Почета,
- медаль «За оборону Ленинграда»,
- Медаль «За победу над Германией в Великой Отечественной войне 1941—1945 гг.»,
- почётный знак «За отличные успехи в области высшего образования СССР»,
- нагрудный знак «Ветеран Невского Пятачка»,
- нагрудный знак «Ветеран Невской Дубровки»,
- нагрудный знак «Ветеран народного ополчения»,
- медаль Академии наук СССР имени П. П. Семенова-Тяньшанского,
- медаль Академии наук СССР имени Е. Н. Павловского.

## Увековечение памяти
- В 2012 году Стародорожский райисполком учредил стипендию имени доктора биологических наук Шпилени С. Е.[2][3].
- Имя ученого занесено в книгу почета агрогородка Языль.